# George Alec Effinger
George Alec Effinger, född 10 januari 1947 i Cleveland, Ohio, död 27 april 2002, science fiction-författare som 1988 belönades med Nebulapriset för långnovellen Schrödinger's Kitten. Ibland, särskilt i början av sin karriär, använde han sig av pseudonymen O. Niemand.
Hans första roman – What Entropy Means to Me (1972) – nominerades för Nebula Award. Han fick störst framgång med Marîd Audran-trilogin som utspelar sig i 2100-talets Sydvästasien, där människor kan ändra sina personligheter eller organ med cybernetiska implantat och moduler. Romanerna är i själva verket inspirerade av de franska kvarteren i New Orleans, och Effinger har omvandlat bekantas livsöden och historier han snappat upp på barerna och i staden till fantastik. De tre publicerade romaner var When Gravity Fails (1987), A Fire in the Sun (1989), och The Exile Kiss (1991).
Långnovellen "Schrödingers Kitten" (1988) fick inte bara Nebulapriset, utan även en Hugo Award och det japanska priset Seiun Award. En samling aav hans mest kända berättelser publicerades postumt 2005 med titeln George Alec Effinger Live! From Planet Earth. Utgåvan inkluderar dessutom den kompletta samlingen berättelser som Effinger skrev under pseudonymen "O. Niemand". Varje O. Niemand-historia är en pastisch som följer berättartonen hos en stor amerikansk författare – Flannery O'Conner, Damon Runyon, Mark Twain, m.fl – alla placerade i asteroidstaden Springfield. "Niemand" är ett tyskt ord som betyder "ingen", och Initialen O var för Effinger en del av ordleken och betydde helt enkelt "noll" (O. Niemand betyder således "Noll Ingen").